# 小卡列京齊
50°6′4″N 26°17′29″E / 50.10111°N 26.29139°E
小卡列京齊（烏克蘭語：Малі Калетинці），是烏克蘭西部的村莊，隸屬赫梅利尼茨基州的舍佩蒂夫卡區。該村始建於1853年，面積0.099平方公里，海拔高度264米，2001年人口258。